# Лотарингское наречие
Лотарингское наречие — ойльский язык, употребляемый меньшинством в Лотарингии во Франции и Гауме в Бельгии. Имеет статус разговорного языка во Франции и Валлонии, где известен под названием Gaumais. Подвергся влиянию лотарингского франкского и люксембургского языков, германских языков, распространённых в соседних или перекрывающихся областях.